# Leopold Janauschek
Leopold Janauschek OCist (n. 13 octombrie 1827, Brünn, azi Brno - d. 23 iulie 1898 in Baden, Austria Inferioară) a fost un istoric ecleziastic și cercetător al trecutului cistercienilor.

## „Numărul de ordine după Janauschek”
A întocmit un catalog devenit standard pentru numerotarea mănăstirilor cisterciene, cu începere de la nr. 1, Cîteaux. Pornind de la aceasta, a catalogat în ordine crescătoare, în funcție de anul fondării, toate mănăstirile cisterciene.
Astfel, Mănăstirea Walkenried are numărul de ordine 32, iar Mănăstirea Cârța numărul de ordine 539.

## Publicații
- Originum Cisterciensium Tomus Primus in quo praemissis congregationum domiciliis adjectisque tabulis chronologico-genealogicis veterum abbatiarum a monachis habitatarum fundationes ad fidem antiquissimorum fontium primus descripsit, Vindobonae 1877 (Nachdruck Ridgewood, N.J., Gregg Press, 1964). (Digitalisat)
- Statuta Capitulorum Generalium Ordinis Cisterciensis 1191-1250, photokopierte, von Janauschek gefertigte und kommentierte Abschrift der Generalkapitelprotokolle, Bibliotheca Curiae Generalis Ordinis Cistercensis, Signatur HIS 111. Original im Stiftsarchiv Zwettl.